# David Franzoni
David Harold Franzoni (ur. 4 marca 1947 w Burlington) – amerykański scenarzysta i producent filmowy, laureat Oscara 2001 za najlepszy film Gladiator (jako producent).

## Życiorys
Wychował się w stanie Vermont. Jego ojcem był przedsiębiorca Robert Scott Franzoni, matką Janet Slocum.
Studiował geologię i paleontologię na University of Vermont. W 1970 po ukończeniu studiów wyjechał do Niemiec. W Berlinie kupił tani motocykl, na którym zwiedził całą Europę, Bliski Wschód, większą część Azji, aż dotarł z Singapuru do Australii.
Jeszcze będąc w Bagdadzie wymienił książki ze swoim towarzyszem podróży. W zamian za opracowanie na temat rewolucji irlandzkiej otrzymał Those About to Die Daniela P. Manniksa, książkę o walkach rzymskich gladiatorów. Temat tak go zainspirował, że postanowił wykorzystać go w przyszłości. „Gdzieś w Indiach zdecydowałem, że chcę zostać scenarzystą”  – przyznał Franzoni po latach. W połowie lat 70. XX wieku Franzoni wrócił do Vermont, a w 1980 zamieszkał w Los Angeles i zajął się pisaniem scenariuszy filmowych.

### Kariera filmowa
Pierwszą, dość ryzykowną próbą, była nieautoryzowana adaptacja komiksu Red Sonja. Rok później, w 1986 sprzedał swój pierwszy scenariusz – mroczny techno-thriller, który został przerobiony na komedię Jumpin’ Jack Flash z Whoopi Goldberg. Po tym doświadczeniu Franzoni postanowił skupić się na tematach bazujących na znanych biografiach lub wydarzeniach, najlepiej historycznych. Wyjechał na 2 lata do Paryża i Londynu, gdzie współpracował z reżyserem Bobem Swaimem, laureatem Césara 1983 za najlepszy film Równowaga (1982).
W 1991 napisał dla stacji HBO scenariusz Obywatel Cohn, będący adaptacją bestsellerowej powieści Nicholasa von Hoffmana pod tym samym tytułem. Film został zrealizowany w 1992 w reżyserii Franka Piersona, z Jamesem Woodsem w roli tytułowej i był nominowany do nagrody Emmy. Po powrocie do Los Angeles Franzoni napisał dla Olivera Stone’a dwa scenariusze biograficzne – adaptowany, o Harveyu Milku, na podstawie powieści The Mayor of Castro Street Randy’ego Shiltsa oraz oryginalny, o George’u Washingtonie.
W 1995, gdy mieszkał razem ze swoją rodziną w Rzymie, napisał scenariusz Amistad dla Stevena Spielberga, zrealizowany w 1997. Film nie odniósł sukcesu komercyjnego, nie zachwycił też krytyków, którzy zarzucali mu niezgodność w kilku miejscach z prawdą historyczną. Z drugiej strony scenariusz był chwalony za przedstawienie trudnego i bolesnego tematu handlu niewolnikami w sposób prosty i syntetyczny.
Jeszcze w Rzymie, Franzoni zaczął także prace nad scenariuszem do Gladiatora, filmu będącego największym jego sukcesem. Obraz został zrealizowany w 2000, w reżyserii Ridleya Scotta i z Russellem Crowe’em w roli tytułowej. Za ten film Franzoni został w 2001 uhonorowany Oscarem za najlepszy film (jako producent, razem z Branko Lustigiem i Douglasem Wickiem) oraz nominacją do Oscara za najlepszy scenariusz oryginalny. Zdobył również nagrodę BAFTA za najlepszy film (jako producent) oraz nominację za najlepszy scenariusz oryginalny.
Franzoni napisał również oryginalny scenariusz Król Artur, sfilmowany w 2004. Reżyserem filmu był Antoine Fuqua, autorem zdjęć Sławomir Idziak, a w rolach głównych wystąpili Clive Owen i Keira Knightley.

## Życie prywatne
Jego ojciec, weteran wojenny, był właścicielem kilku firm, w tym produkującej strzelby. Stąd wzięła się fascynacja Franzoniego wojną i orężem.
W latach 1972–1973 podróżując po Europie, Azji i Australii pracował jak fotograf freelancer. Po powrocie do Vermont przez 6 lat zajmował się biznesem. Był prezesem Wilson Photography/Vermont Prints (1974–1976) i Wooden Toy Company of Vermont (1974–1976) (obie firmy z siedzibą w Castleton), oraz dyrektorem marketingu w Essex Arms Company (1974–1980).
Jest członkiem Writers Guild of America i Screen Actors Guild.
Wraz z żoną Nancye i synem Hudsonem  mieszka w Malibu w Kalifornii.

## Filmografia
- 1986: Jumpin’ Jack Flash
- 1992: Obywatel Cohn
- 1997: Amistad
- 2000: Gladiator
- 2004: Król Artur

## Nagrody i nominacje
Nagroda Akademii Filmowej
- 2001: Oscar za najlepszy film – Gladiator (nagroda, jako producent)
- 2001: Oscara za najlepszy scenariusz oryginalny – Gladiator (nominacja)

Nagroda Brytyjskiej Akademii Filmowej
- 2001: BAFTA za najlepszy film – Gladiator (nagroda, jako producent)
- 2001: BAFTA za najlepszy scenariusz oryginalny – Gladiator (nominacja)

Nagroda Satelita
- 1997: za najlepszy scenariusz adaptowany – Amistad (nominacja)